# 沃森号车辆运输舰 (T-AKR-310)
沃森号车辆运输舰（英語：USNS Watson，舷號T-AKR-310）是沃森級車輛運輸艦的首舰，以荣誉勋章获得者，在太平洋战争中阵亡的乔治·沃森中尉（George Watson）命名。
1997年7月26日该舰下水，并于1998年6月23日服役。它是美国军事海运司令部所属的19艘大型中速滚装船中的一艘，也是执行战略预置任务的33艘运输舰中的一员。
据英国卫报报道，左翼人权组织“缓刑”（Reprieve）认定沃森舰及其7艘姊妹舰和其他9艘美国海军舰船被用于秘密关押罪犯。